# Gustaf Adolf Gripenberg
Gustaf Adolf Konstantin Gripenberg, född 9 januari 1854 i Kronoborg, död 23 oktober 1918 i Helsingfors, var en finländsk krigshistoriker.
Gripenberg deltog med Finska gardet i turkiska kriget 1877-78. År 1895 avancerade han till överstelöjtnant och var 1901–02 tillförordnad stabschef för finska militären. Från 1884 till 1902 var han redaktör för Finsk militär tidskrift och organiserade 1903–1910 införandet av de upplösta finska bataljonernas arkiv i statsarkivet. Han hade även musikaliska ambitioner.